# 葉月シュリ
葉月 シュリ（はづき しゅり、1995年12月12日 - ）は、日本のAV女優。カプセルエージェンシー所属。かつて、笹宮えれな、結白まさきとしての活動歴あり。

## 略歴・人物
- 2020年9月、「ワ・タ・シ以外でヌケないカラダにしてあげる!」をキャッチフレーズにムーディーズ[3]からAVデビュー。
- 趣味はゲーム、漫画、特技は料理、マッサージ[1]。

## 作品

### アダルトビデオ
- 脳内パニック!チ●ポガクブル無限発射!下品すぎるハニーソープTRANCE 葉月シュリ（9月13日、ムーディーズ）
- イカれたムッチムチ肉弾OL アフター5はホテルに籠って中出しサービス残業（11月19日、kira☆kira）

- 熟女連れ込み! 他人棒と遊ぶ人妻 盗撮ドキュメントのすべて21 ～Iカップ美爆乳!高身長!年下チ●ポに本気で感じる痴女熟女編～ 綾子さん・Iカップ・40歳・身長176センチで上から責めまくる痴女熟女 真純さん・Iカップ・45歳・身長180センチ!年下に感じイカされる肉食熟女（1月13日、熟女プライベート）共演:今藤霧子
- 新しい母親の肉感ボディに我慢できずに中出ししてしまった 葉月シュリ（1月21日、センタービレッジ）
- SUPER FISHEYE FETISHISM 迫力興奮蜜写 ギャル女教師ムチムチ肉感ドエロBODY 葉月シュリ（3月13日、AVS collector’s）
- HYPER FETISH ハイレグいやらしクィーン Jcupケバエロムッチムチボインで下品な肉感性欲モンスター 葉月シュリ（4月7日、デジタルアーク）
- 見せ合いながらのW CARSEX 山口葉瑠/葉月シュリ（4月10日、プレイエンターテイメント）他出演:山口葉瑠
- 爆裂ボイン突然の再会、チ○ポ感激ひさズボ生挿入! 妹の爆乳は一見にしかず しゅり Hカップ101cm → Jカップ113cm にボリュームアップ!（4月13日、チェリーズれぼ/妄想族）
- パイギャルびっち（7月19日、ドグマ）
- マグロ巨乳解体 Jcup 100cm 漏れ潮噴射イキ狂い! パイマゾ（9月21日、ドグマ）
- ぶっかけ爆乳ドスケベ乳輪秘書は社員を誘惑する淫乱痴女（12月14日、WEEKENDER）

### VR
- 【時間無制限! 発射無制限!】 Jカップ100cm【規格外の神乳ボディ】の泡姫がナマで連射! ヌルテカ汗だく中出し【子作り孕ませSEX】美爆乳しかいないと噂のソープランド（4月13日、こあらVR）
- M男専用! オイルたっぷり回春エステ 神乳Jカップ嬢に淫語で羞恥責めされ立ちバックやチングリ騎乗位でヤラれまくった【中出し】【顔射】VR（5月14日、こあらVR）
- エロ過ぎ爆乳ギャル! 気持ち良くなると舌が出ちゃう淫乱ビッチとオイルファック!（5月20日、肉きゅんパラダイス）
- 物凄いカラダの長身デリヘル嬢とビュッビュッ潮吹きまくり性交【生ハメ】超接近するJcupオッパイ＆おっぴろげアナルとハメ潮吹きまくり騎乗位と対面座位とデカ尻突きまくりバックと抜き潮が噴き上がる覆いかぶさり正常位【中出し】葉月シュリ (身長168cm)（5月31日、アリスJAPAN）
- イタズラ図鑑 睡眠特化VR（9月21日、Rookie）※オムニバス作品
- VR 天井特化 裏オプションあり密着メンズエステ施術（10月19日、Rookie）※オムニバス作品